# Žasliai
Žasliai (polnisch Żośle, jiddisch זאָסלע, Zosle) ist ein Städtchen (miestelis) in der Rajongemeinde Kaišiadorys in Litauen mit einer Hauptschule (seit 1944), einer Bibliothek (seit 1937) und einer Post (LT-56060). Um das Städtchen liegen drei Seen: der Žaslių-See (dort entspringt die Žasla), der Liminas und der Statkūniškė sowie der Burghügel Žasliai.
Žasliai wurde erstmals 1457 erwähnt und erhielt 1792 Stadtrechte. Bis 1941 war ein Großteil der Einwohner Juden, die unmittelbar nach der deutschen Besatzung im Zweiten Weltkrieg ermordet wurden.
Die sich auf dem Žasliaihügel befindende katholische St.-Georg-Kirche (Šv. Jurgio bažnyčia), ein doppeltürmiger Backsteinbau mit separatem Glockenturm im neugotischen Stil, wurde 1902 errichtet.

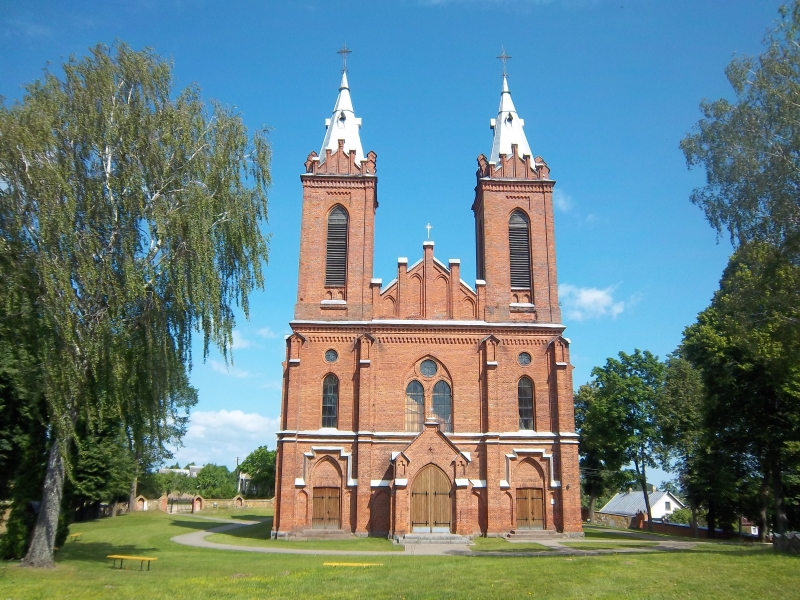
Frontansicht der katholischen Kirche
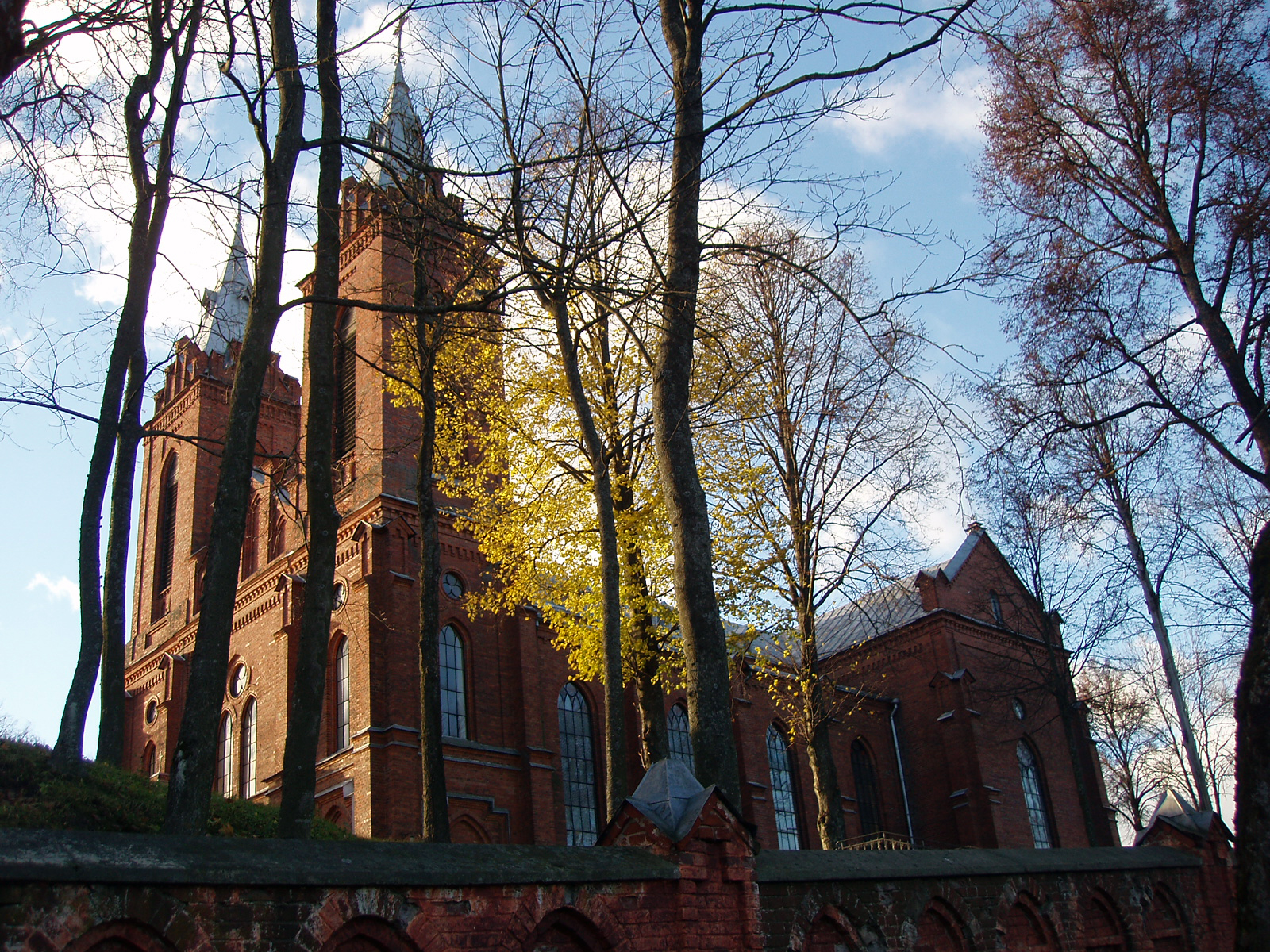
Seitenansicht

## Personen
- Leopold Godowsky (1870–1938), polnisch-amerikanischer Komponist und Pianist
- Vincentas Sladkevičius (1920–2000), litauischer Kardinal